# Тухкана-Ярв
Тухкана-Ярв (ест. Tuhkana järv) — озеро в Естонії, що розташоване на острові Сааремаа, у волості Лейсі.